# Веретено

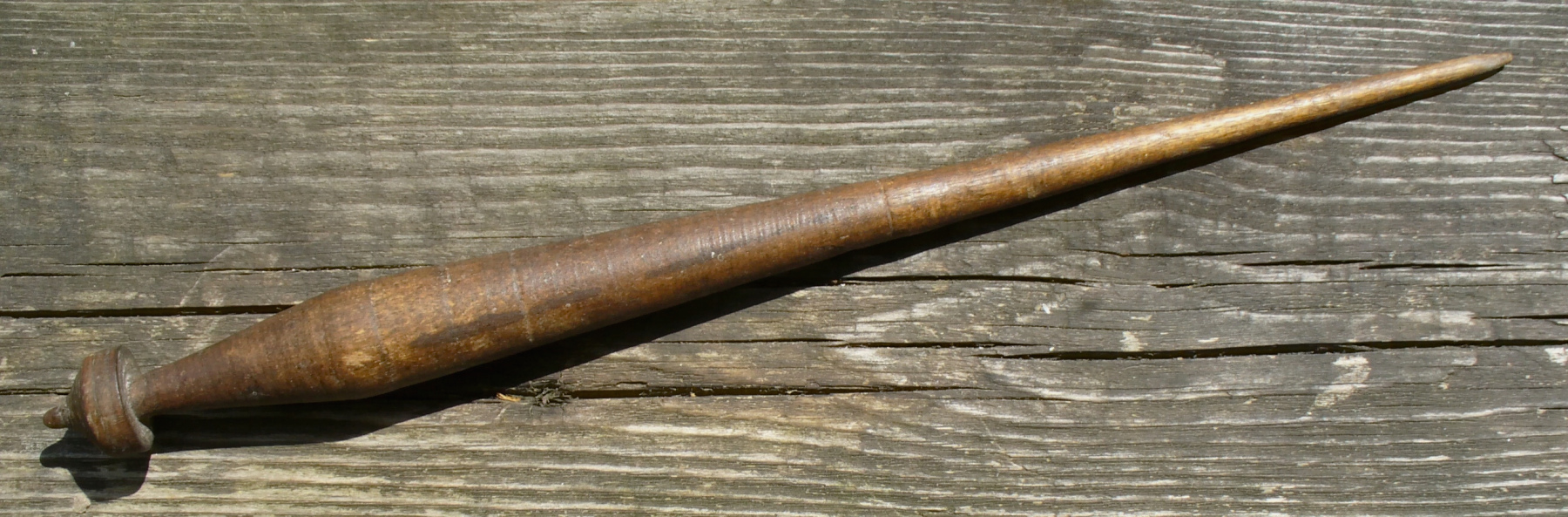
Веретено

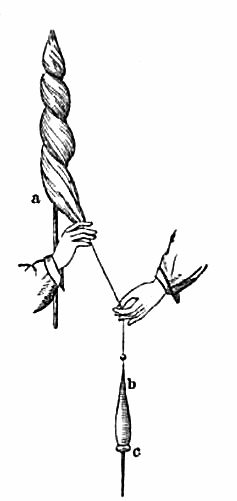
Прядение с помощью веретена:
a — кудель,
b — веретено с намотанной на него пряжей,
c — пряслице

Веретено́ — приспособление для прядения пряжи (ручного или машинного), при помощи которого производится скручивание и наматывание нитей, вытянутых из пучка волокон.
Веретено для ручного прядения — деревянная точёная палочка, оттянутая в остриё к верхнему концу и утолщённая к нижней трети. Изготавливалось из сухого дерева (чаще из берёзы). Длина веретена составляет от 20 до 80 см. Ручное веретено является одним из древнейших средств производства, родом из стран древнего Востока. В машинном прядении — основная часть прядильных, крутильных и ровничных машин, представляющая собой стержень, на который надевается шпуля, патрон, катушка и т. д. Машины с веретеном стали использовать во второй половине XVIII века.
По сходству с веретеном многие в целом цилиндрические структуры, заострённые с концов и слегка расширяющиеся посередине, получили название веретеновидных.
В псковском диалекте слово «веретено» использовалось в значении «злая баба».

## В мифологии
Веретено, а также прялка и все действия, связанные с прядением, являются символами жизни и непрерывности времени.
М. Шнайдер пишет, что веретено является атрибутом Великой матери, которая прядёт внутри каменной горы или у подножия Мирового дерева (скандинавские Норны, прядущие нить судьбы у подножия ясеня Иггдрасиля).
Символика веретена связывается с символикой прядения в целом. Веретено выступает в качестве атрибута женских божеств, связанных с судьбой и смертью (греческие Мойры, римские Парки, скандинавские Норны, славянские Рожаницы), которые сматывают на него нити человеческих жизней. Связь веретена с символикой судьбы отражена в языке: слова, обозначающие судьбу в германском (wurd), староскандинавском (urdh), англосаксонском (wyrd), сближаются с латинским vertere, «вращать». С другой стороны, веретено может отождествляться с осью мира (как у древних греков, которые считали такое веретено атрибутом богини судьбы Ананке).
В этой связи за веретеном может закрепляться значение мироустроительного элемента. Так, например, Платон в «Государстве» говорит о мировом устройстве как о результате действия веретена Ананке, на восьми сферах которого располагаются сирены, своим сладкозвучным пением создающие гармонию мира. По форме веретено представляет собой мандорлу и, таким образом, приобретает символизм двух пересекающихся кругов, обозначающих небо и землю, то есть жертву, которая обновляет порождающую силу Вселенной. Все символы, связанные с предметами, похожими на веретено, несут в себе широкое значение общей жертвы и способность к превращению.

## Пословицы и поговорки
- Знай, баба, своё кривое веретено (своё дело).
- Знай гребень да веретено.
- Не веретеном в бок, терпеть можно.
- Не веретеном трясти (о деле, которое требует рассудка).
- Без веретена пряжи не спрядёшь.
- Остры веретена намозолили ладони.
- Ерёма, Ерёма! сидел бы ты дома, да точил веретёна.
- Кривое веретено не надежа (не оденет).
- Кривое веретено не исправится.
- Девку веретено одевает.
- Чужое веретенце бери, да и своё припаси.
- Сделала дело худое, переломила веретено кривое.
- На шильце, на мыльце, на кривое веретенце, нужны деньги.
- Смирен топор, да веретено бодливо (о мужике и бабе)[4].